# Grievous
Grievous – fikcyjna postać ze świata Gwiezdnych wojen, lokalny dowódca wojskowy, następnie generał i naczelny dowódca sił zbrojnych Separatystów. Przed sojuszem z separatystami nazywał się Qymaen jai Sheelal.

## Historia
Grievous należał do rasy Kaleesh, przez lata najeżdżanej i uciskanej przez zwanych „Hukami” bardziej zaawansowanych technologicznie Yam'rii z pobliskiej planety Huk (do tej rasy należała Kitik Keed'kak, w Nowej Nadziei obecna w kantynie w Mos Eisley).
Qymaen jai Sheelal był jednym z ważniejszych i bardziej skutecznych dowódców wojskowych. Po śmierci towarzyszki życia popadł w permanentną depresję, która doprowadziła do powstania jego pseudonimu (ang. grievous – zrozpaczony). Zwerbował elitarny oddział wojowników, na czele którego wyparł Huków z planety i przeniósł wojnę na ich teren. W tym momencie Yam'rii zwrócili się o pomoc do Republiki, która wysłała oddział Jedi z misją zakończenia wojny. „Rozjemcy” wykonali swoje zadanie, a Republika nałożyła na Kaleeshów karne cła i embargo, które wkrótce doprowadziło do ruiny całą planetę.
Grievous przyłączył się w tym momencie do ruchu separatystycznego. Jego umiejętności dowódcy pozwoliły mu szybko zostać ważną personą wśród separatystów, a jego awans został przyśpieszony, ponieważ gorąco polecał go lider Galaktycznego Klanu Bankowego San Hill. Specjalnie dla niego rozpoczęto też produkcję droidów bojowych IG-100 MagnaGuard.
Po jakimś czasie Grievous dowiedział się o misji pokojowej. Było to jednak niezgodne z planami jego mentorów. Zaaranżowali oni katastrofę statku kosmicznego Grievousa, a jego samego, niemal śmiertelnie rannego (podczas transportu na miejsce operacji potrzebował transfuzji – do tego celu posłużyła krew zamordowanego mistrza Jedi – Sifo-Dyasa), przekonstruowali w cyborga i poddali operacji mózgu, dostosowując jego pragnienia do własnych celów, między innymi wpajając przekonanie, że za wszystkie jego nieszczęścia są odpowiedzialni Jedi. Grievousowi pozostał ograniczony mózg oraz część narządów wewnętrznych (płuca, serce oraz oczy) – reszta od tej pory była już mechaniczna.

### Wojny klonów
W trakcie Wojen klonów Grievous dowodził armią separatystów. Jego ofiarą padło kilkudziesięciu rycerzy Jedi, co zbudowało jego pozycję wśród przeciwników Republiki. Praktycznie zmiażdżył grupę generałów Jedi, których krążownik rozbił się nad aktualnie oblężoną przez niego planetą.  Jego liczna ochrona składała się z robotów typu IG-100 MagnaGuard. Dowódca Separatystów kolekcjonował miecze świetlne Jedi, w większości samemu pokonanych.
Pod koniec wojen klonów Grievous uczestniczył w śmiałym przedsięwzięciu, mającym na celu porwanie z Coruscant najbardziej wpływowego aktualnie przywódcy Republiki, kanclerza Palpatine’a (który to zresztą, jako Darth Sidious, sam zlecił mu to zadanie). W trakcie wykonywania zadania stoczył kilka pojedynków z chroniącymi Palpatine’a Jedi. Przegrał tylko z mistrzem Mace'em Windu, który pokonał go po krótkiej, ale zaciętej walce na dachu kolei magnetycznej. Generał spadł w przepaść, ale został przechwycony przez kanonierkę LAAT sterowaną przez jego ochroniarzy IG-100 i kontynuował misję. Przy próbie ucieczki z zakładnikiem na swój statek, Niewidzialną Rękę, jego płuca zostały zmiażdżone z użyciem Mocy przez mistrza Windu, co zaowocowało jego późniejszą tendencją do nieustającego kaszlu.
Ze względu na swoje uszkodzenia, wraz z kanclerzem jako zakładnikiem, planował skierować się na Utapau, gdzie miano dokonać jego napraw. Przeszkodzili mu w tym jednak Obi-Wan Kenobi wraz ze swoim uczniem, Anakinem Skywalkerem, dokonując jeszcze nad Coruscant abordażu jego okrętu. Niewidzialna Ręka została zniszczona, a Generał uciekł ostatnią kapsułą ratunkową, dodatkowo poważnie uszkadzając system sterowniczy.
Kiedy dostał się na Utapau, pierwsze, co zostało zorganizowane, to realizacja polecenia Dartha Sidiousa, aby przenieść dowódców separatystów na wulkaniczną planetę w odległych rubieżach – Mustafar. Następnie Generał miał udać się do naprawy, lecz przeszkodził mu w tym Obi-Wan Kenobi. Chcąc szybko pozbyć się mistrza Jedi, Grievous od samego początku użył do walki obu par rąk. Jednak Obi-Wan, mistrz stylu defensywnego Soresu, odparł jego szybkie ataki, pozbawił go dodatkowych dłoni i pchnął Mocą tak mocno, że generał wypuścił ostatnie dwa miecze. Grievous zdecydował się na ucieczkę swoim ostrokołowcem, a Kenobi wdał się w pościg na jaszczurze o imieniu Boga. Po zakończeniu pościgu, w trakcie nierównej walki na pięści, Kenobi rozchylił płyty pancerza chroniące wnętrzności generała, co wykorzystał krótko później, zabijając go przy użyciu jego własnego blastera.

## Umiejętności
Generał Grievous dzięki supernowoczesnym mechanizmom był niezwykle szybki, zwinny i silny (pierwszych Jedi pokonał na Geonosis, używając do tego gołych rąk). Jego wspomagany komputerem mózg potrafił w trakcie walki kontrolować wszystkie kończyny (2 pary rąk i nogi), aby zadawały w tej samej sekundzie ataki mieczami świetlnymi tak, aby każdy uderzał z inną siłą, szybkością i pod różnym kątem. Był on także w stanie wytwarzać na podstawie poznanych technik walki najodpowiedniejszą do pokonania danego przeciwnika taktykę. Pancerz wykonany z duranium i durastali był odporny na strzały z blastera i klingę miecza świetlnego. Był w stanie zatrzymać nawet strzał z myśliwca. Jego dłonie mogły się obracać z dużą szybkością wokół nadgarstków, dzięki czemu wirujące miecze mogły go osłaniać przed atakami wielu przeciwników naraz. W dodatku generał posiadał repulsory, dzięki którym mógł się równać zwinnością i szybkością z mającymi Moc Jedi.
W walce Grievous używał najczęściej dwóch mieczy (zielonego i niebieskiego), w sytuacjach ekstremalnych uruchamiał dodatkową parę rąk, trzymającą kolejne dwa miecze (także zielony i niebieski).